# Simulium triangustum
Simulium triangustum es una especie de insecto del género Simulium, familia Simuliidae, orden Diptera.

## Distribución
Se distribuye por el Tíbet.

## Taxonomía
Fue descrita científicamente por An, Guo & Xu, 1995. Fue publicada en Three new species of black flies from Xizang, China (Diptera: Simuliidae).